# Sophia Ali
Sophia Taylor Ali (San Diego, 7 novembre 1995) è un'attrice statunitense.

## Filmografia

### Cinema
- Missionary Man, regia di Dolph Lundgren (2007)
- Una squadra molto speciale (The Longshots) regia di Fred Durst (2008)
- Tutti vogliono qualcosa (Everybody Wants Some!!), regia di Richard Linklater (2016)
- Obbligo o verità (Truth or Dare), regia di Jeff Wadlow (2018)
- Dolci e spezie dall'India (India Sweets and Spices), regia di Geeta Malik (2021)
- Uncharted, regia di Ruben Fleischer (2022)

### Televisione
- Barney (Barney & Friends) – serie TV, episodio 10x08 (2006)
- Barney: Let's Make Music, regia di Jim Rowley – film TV (2006)
- Barney: Celebrating Around the World, regia di Fred Holmes – film TV (2008)
- A tutto ritmo (Shake It Up) – serie TV, episodio 1x02 (2010)
- CSI: Miami – serie TV, episodio 9x14 (2011)
- Melissa & Joey – serie TV, episodio 2x04 (2012)
- Tyrant – serie TV, episodio 1x01 (2014)
- Faking It - Più che amiche (Faking It) – serie TV, 5 episodi (2016)
- The Mindy Project – serie TV, episodio 6x03 (2017)
- Grey's Anatomy – serie TV, 27 episodi (2017-2019)
- Grey's Anatomy B-Team – webserie, webisodi 1x01-1x04-1x06 (2018)
- The Mick – serie TV, episodio 2x15 (2018)
- Famous in Love – serie TV, 4 episodi (2018)
- The Wilds – serie TV, 18 episodi (2020-2022)

### Video musicali
- Honest di Drake Bell (2018)

## Doppiatrici italiane
Nelle versioni in italiano delle opere in cui ha recitato, Sophia Ali è stata doppiata da:
- Roisin Nicosia in Grey's Anatomy, Chicago Med
- Rossa Caputo in Obbligo o verità
- Alice Bertocchi in The Wilds
- Giulia Franceschetti in Dolci e spezie dall'India
- Lucrezia Marricchi in Uncharted